# Compsosoma vestitipenne
Compsosoma vestitipenne là một loài bọ cánh cứng trong họ Cerambycidae.